# پائولو آگوستئو
پائولو آگوستئو (انگلیسی: Paolo Agosteo; ۲۷ نوامبر ۱۹۰۸ – تاریخ ورودی نامعتبر است) بازیکن فوتبال اهل ایتالیا بود.
از باشگاه‌هایی که در آن بازی کرده‌است می‌توان به باشگاه فوتبال جنوآ، باشگاه فوتبال اینتر میلان، باشگاه فوتبال ارورا پرو پاتریا ۱۹۱۹، و باشگاه ورزشی لاتزیو اشاره کرد.